# Пряжинское
Пря́жинское — озеро в Пряжинском районе Карелии.

## Общие сведения
Площадь поверхности — 3,6 км², площадь водосборного бассейна — 56,2 км², высота над уровнем моря — 108,0 м. Озеро вытянуто в направлении с юга на север.
Котловина ледникового происхождения. Средняя амплитуда колебаний уровня составляет 60 см.
В северной части озера расположено пять островов общей площадью 0,05 км².
Берега низкие, каменистые, в северной части озера песчаные.
Основной приток в восточной части озера через небольшую реку Дегенс, вытекающую из близлежащих болот.
Сток в западной части озера через ручей, впадающий в озеро Шаньгима.
Дно покрыто коричневым илом, песком и озёрной рудой, с севера на юг проходят две подводные гряды с глубинами около 3 м.
В озере обитают окунь, щука, плотва, ёрш и налим.
На западном берегу озера расположен посёлок Пряжа — административный центр Пряжинского национального муниципального района Республики Карелия.
Озеро служит источником водоснабжения посёлка Пряжа.